# Portret kobiety (rysunek Stanisława Ignacego Witkiewicza)
Portret kobiety – rysunek pastelem na papierze formatu 63 na 47 cm, autorstwa Stanisława Ignacego Witkiewicza, powstały w 1928 roku, znajdujący się w Galerii sztuki polskiej 1800-1945 Muzeum Śląskiego w Katowicach.
Rysunek zakupiono dla Muzeum Śląskiego w 1985 roku od osoby prywatnej w Katowicach. Portret powstał w 1928 roku. Kobieta przedstawiona w różowym stroju na żółtym tle. W uszach ma kolczyki. Zgodnie z sygnaturą portret należy do typu E, tzn. powstających z zupełną dowolnością w portretowaniu. Artysta nie palił podczas malowania, o czym świadczy w sygnaturze oznaczenie NP. Sygnatura znajduje się w dolnej części z lewej strony: NP 14 Witkacy T.E. 1928 II. Muzealny nr. inw.: MŚK/SzM/30. Pastel ma wymiary 63 × 47 cm.